# Cacodacnus hebridanus
Cacodacnus hebridanus là một loài bọ cánh cứng trong họ Cerambycidae.